# HFC Haarlem in het seizoen 1959/60
Het seizoen 1959/1960 was het zesde jaar in het bestaan van de Haarlemse betaaldvoetbalclub Haarlem. De club kwam uit in de Tweede divisie A en daarin op de vierde plaats.

## Tweede divisie A
|       | Baronie | EBOH  | EDO   | LONGA | N.E.C. | ONA   | Roda Sport | UVS   | De Valk | Wilhelmina | Xerxes |
| ----- | ------- | ----- | ----- | ----- | ------ | ----- | ---------- | ----- | ------- | ---------- | ------ |
| Thuis | 2 – 1   | 1 – 2 | 5 – 1 | 2 – 2 | 0 – 2  | 5 – 1 | 1 – 0      | 3 – 3 | 2 – 3   | 1 – 0      | 1 – 0  |
| Uit   | 1 – 6   | 1 – 1 | 1 – 1 | 2 – 5 | 3 – 1  | 3 – 1 | 2 – 2      | 1 – 1 | 1 – 3   | 3 – 0      | 0 – 1  |

## Statistieken Haarlem 1959/1960

### Eindstand Haarlem in de Nederlandse Tweede divisie A 1959 / 1960
| Stand | Gespeeld | Gewonnen | Gelijk | Verloren | Punten | Doelpunten voor | Doelpunten tegen |
| ----- | -------- | -------- | ------ | -------- | ------ | --------------- | ---------------- |
| 4e    | 22       | 10       | 6      | 6        | 26     | 45              | 33               |

### Topscorers
| Competitie \| # \| Naam \| \| \| ------ \| ---------------- \| -- \| \| 1. \| Jaap Dorenbos \| 15 \| \| 2. \| Siem de Graaf \| 7 \| \| 2. \| Piet Groeneveld \| 7 \| \| 2. \| Veen \| 7 \| \| 5. \| Lout Vreeken \| 4 \| \| 6. \| Otto Berendrecht \| 2 \| \| 6. \| Aad Goedhart \| 2 \| \| 8. \| Schilpzand \| 1 \| \| Totaal \| Totaal \| 45 \| |                  |      |
| # | Naam             | Goal |
| 1. | Jaap Dorenbos    | 15   |
| 2. | Siem de Graaf    | 7    |
| 2. | Piet Groeneveld  | 7    |
| 2. | Veen             | 7    |
| 5. | Lout Vreeken     | 4    |
| 6. | Otto Berendrecht | 2    |
| 6. | Aad Goedhart     | 2    |
| 8. | Schilpzand       | 1    |
| Totaal | Totaal           | 45   |